# Olmillos de Sasamón

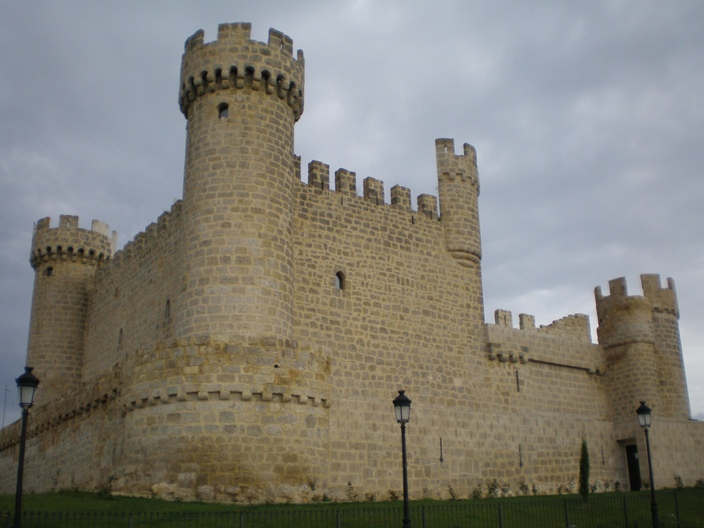
El castillo de Olmillos de Sasamón.

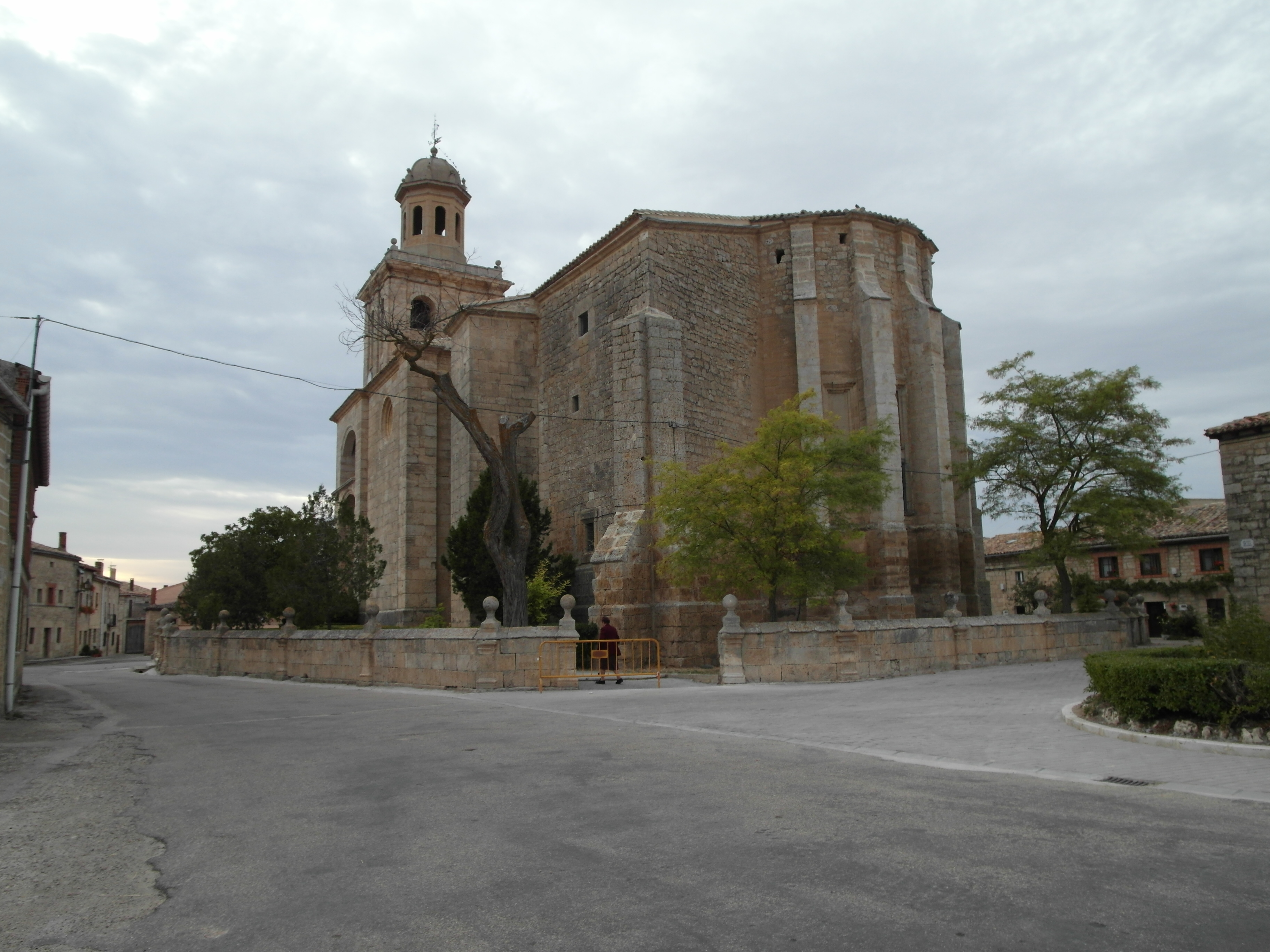
Iglesia de Olmillos.

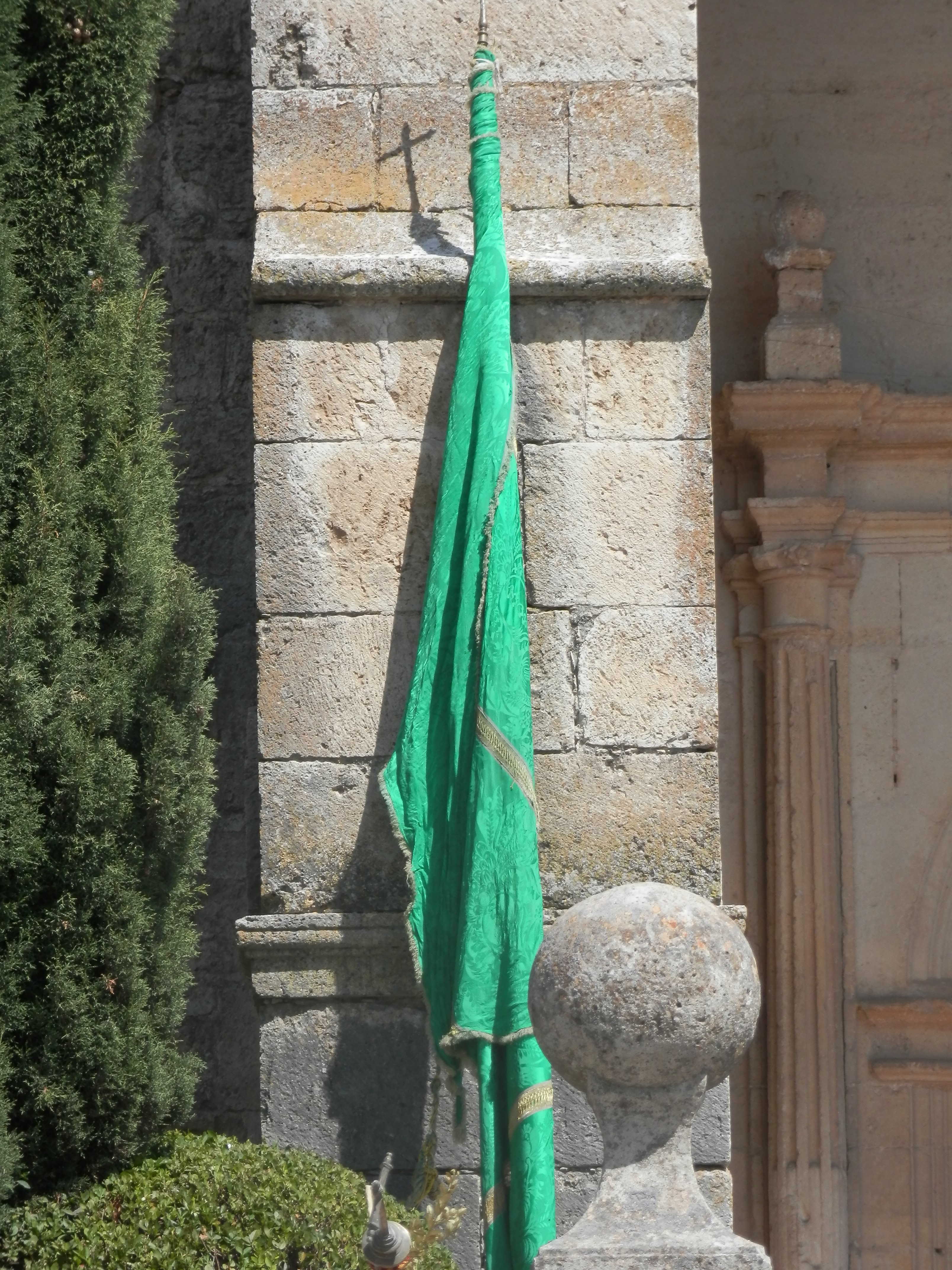
Pendón de Olmillos el día de la fiesta de la Asunción (2014).

Olmillos de Sasamón es una localidad del municipio de Sasamón, comarca de Odra-Pisuerga, provincia de Burgos, comunidad autónoma de Castilla y León (España).

## Geografía
Localidad burgalesa perteneciente al municipio de Sasamón al noroeste de la Provincia de Burgos en Castilla y León. Se encuentra situada a 30 km de Burgos, coincidiendo con el trazado motorizado del Camino de Santiago, y a su vez con el trazado de la N-120 y de la autovía Camino de Santiago.

### Comunicaciones
Carretera A-231, conocida como autovía del Camino de Santiago, con salida en el punto kilométrico 134.

## Historia

### Prehistoria
En Olmillos hay yacimientos arqueológicos celtibéricos con vestigios en la zona de posibles emplazamientos. De hecho, la mayoría de los historiadores están de acuerdo en que la antigua Segisama turmoga estuvo situada en el cercano cerro de Castarreño, hasta la ocupación romana, en cuyo periodo se asimilarían al entorno campamental instalado en Sasamón, dando origen a la ciudad de Segisamo (luego Segisama Iulia), de cuyo acusativo Segisamonem proviene el vocablo Sasamón.

### Época romana
Por el término de Olmillos discurría la vía Aquitana, paralela a la Nacional 120, bajando desde los altos de Citores por los pagos de Los Anillos, bordeando el arroyo de Perex para seguir, por la ladera de Valdemizara, en dirección a Sasamón. A este respecto Isaac Moreno Gallo señala que, para quienes no tenían necesidad de entrar en el núcleo urbano de Sasamón, existía una desviación en línea recta que se unía con la Vía Aquitana a mitad del trazado de la misma entre Sasamón y Padilla de Abajo. En la demarcación de Olmillos se ha encontrado cerámica romana en los pagos llamados de Santa Eulalia, Mostelar y la Serna, en las proximidades de la calzada secundaria que, desde Sasamón, se dirigía a Castrojeriz.

### Edad Media
Olmillos es fundado con la repoblación a partir de la Reconquista alrededor del año 880, antes o al mismo tiempo que Castrojeriz y poco después de la repoblación de Amaya.
En el 3 de febrero de 1102 aparece documentada con el nombre de 'villa Olmiellos'.
Según el Becerro de las Behetrías (1352), fue dado en arras por Alfonso X a su mujer Violante, hija de Jaime I de Aragón.
A mitad del siglo XV, pasa a formar parte del mayorazgo de los Cartagena, judíos conversos de Burgos.
Durante la Edad Media fue uno de los puntos fundamentales en el Camino de Santiago, contando con dos hospitales, uno de los cuales, el de San Juan, se mantuvo hasta la época de las desamortizaciones.

### Edad Moderna
Ya en el siglo XVIII, la titularidad del dominio señorial pasó a los duques de Gor.
Villa que formaba parte, en su categoría de pueblos solos, del Partido de Castrojeriz, uno de los catorce que formaban la Intendencia de Burgos, durante el periodo comprendido entre 1785 y 1833, en el Censo de Floridablanca de 1787, jurisdicción de señorío siendo su titular el Vizconde de Valeria, alcalde pedáneo.
Antiguo municipio denominado hasta 1916 'Olmillos junto a Sasamón', en Castilla la Vieja, partido de Castrojeriz, código INE 09237.
En el censo de la matrícula catastral contaba con 105 hogares y 431 vecinos.
Entre el censo de 1981 y el anterior, este municipio desaparece porque se integra en el municipio de Sasamón. Contaba entonces con 93 vecinos y 324 habitantes y una extensión de 1128 hectáreas.
En el último siglo, el 2 de julio de 1916 y por real decreto, el nombre cambió su denominación. Pasó de llamarse 'Olmillos junto a Sasamón' a denominarse Olmillos de Sasamón. En la cerradura de la iglesia, de un gran valor artístico, reza el antiguo nombre.

## Demografía
| Gráfica de evolución demográfica de Olmillos de Sasamón entre 1842 y 1970 |
| |
| Población de derecho según los censos de población del INE. Población de hecho según los censos de población del INE.En estos censos se denominaba Olmillos junto a Sasamón: 1842, 1877, 1887, 1897, 1900 y 1910. Entre el censo de 1981 y el anterior, este municipio desaparece porque se integra en el municipio Sasamón. |

## Economía

### Sector primario
- Agricultura: cultivo de cereales, sobre todo trigo y cebada.
- Ganadería: en menor medida rebaños ovinos, cría de vacuno, porcino y ave de corral.

### Sector secundario
- Sector de la construcción
- Sector industrial: Metalurgia y naves industriales.

### Sector servicios
- Hostelería: casa rural, bar, restaurante. hotel y hotel-parador
- Estación de servicio

## Monumentos y lugares de interés

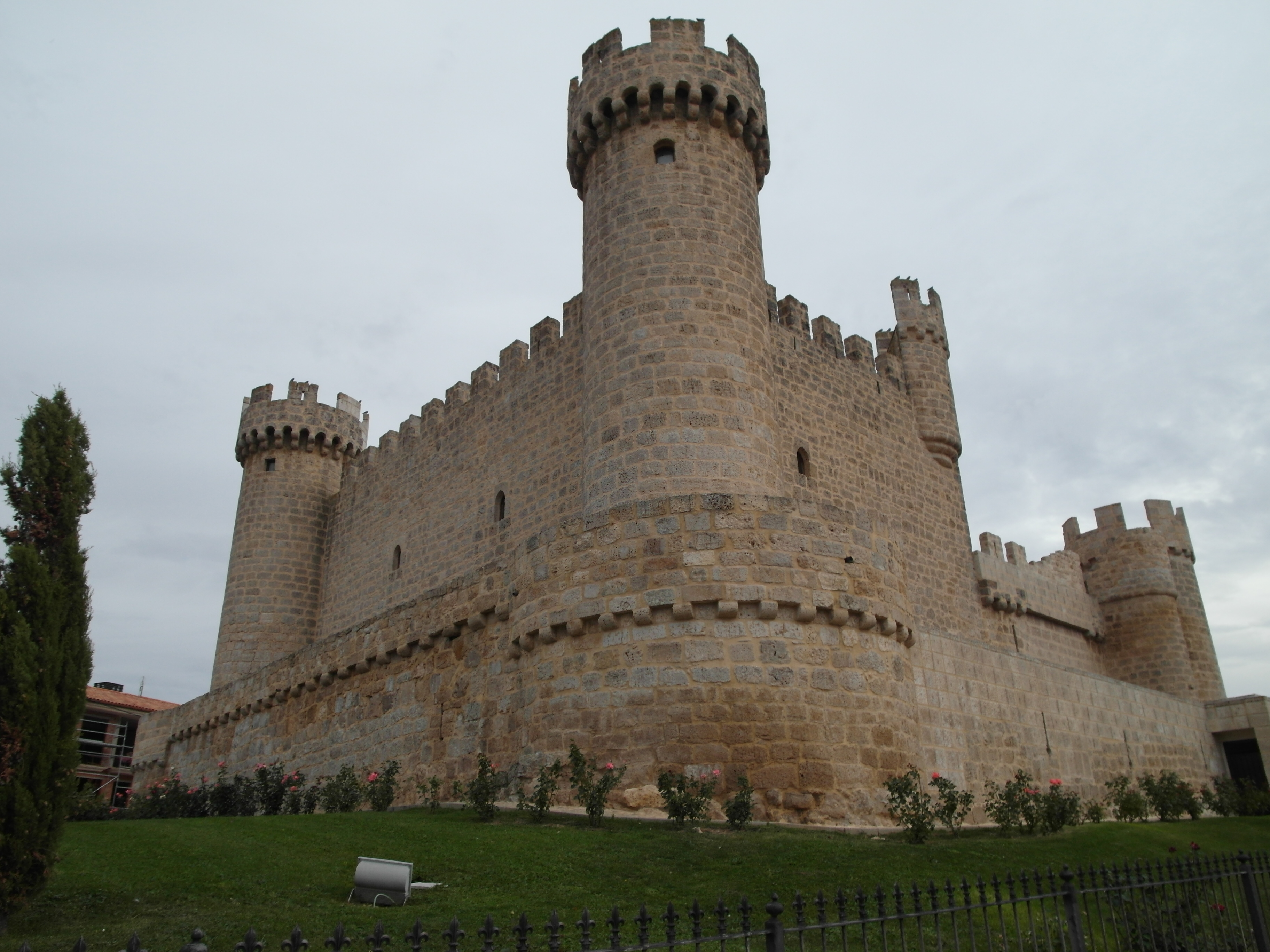
Vista general del castillo de Olmillos de Sasamón.

### Castillo de Olmillos de Sasamón
Castillo señorial. Palacio airoso.
Escándalo elegante de la piedra,
que a los mordiscos flébiles del tiempo
aún se resiste en torres y almenas.
(Bonifacio Zamora de Usábel)
Tan pulido, tan torneado resultó, que los años y las violencias 
no han conseguido estropear su graciosa lámina, su perfil de potro,
 aún indómito, en la llanada cerealista.
(Valentín de la Cruz)
El castillo de Olmillos de Sasamón es la joya más importante de la localidad. No se trata de una construcción defensiva, sino de un palacio de recreo o vacacional.
Fue construido a petición de Pedro de Cartagena, regidor de Burgos, en 1446. La flor de lis (símbolo de los Cartagena) se puede encontrar labrada en diferentes partes del castillo.
Por falta de descendencia masculina, el mayorazgo y sus bienes pasaron a la casa de los Franco de Guzmán y posteriormente a la casa de Mendoza y en el siglo XIX a los duques de Gor.
Fue incendiado el 22 de julio de 1812 por los guerrilleros Santos Padilla y Melchor Cossío, junto con la iglesia de Sasamón, durante la Guerra de la Independencia, después de que las tropas francesas abandonaran el pueblo. Al parecer acusaba a influyentes personalidades locales de colaborar con los franceses.
Actualmente, el castillo es de propiedad privada, se encuentra completamente reformado, y a finales del año 2005 abrió sus puertas como hotel de 4 estrellas con nombre Señorío de Olmillos.

### Iglesia de la Asunción de Nuestra Señora
Iglesia de la Asunción de Nuestra Señora, dependiente de la parroquia de Sasamón, en el arciprestazgo de Amaya.
La construcción de la iglesia de Olmillos se inició hacia 1522. En su construcción se sigue un concepto renacentista del espacio, interpretado a través de estructuras góticas, con naves a la misma altura cubiertas con bóveda de crucería ricamente nervada. Es un templo de salón, de tres naves, con seis pilares cilíndricos.
La torre data de 1618 y es obra de García de Arce hijo, de estilo herreriano con remate en bolas. La cúpula superior superpuesta es contemporánea, de 1921, construida en lugar de otra troncocónica de chapa que amenazaba desprendimientos. El reloj es de fines del siglo XVII. El retablo se empieza a levantar en 1654 por los maestros retablistas Diego de Arroyo y Juan de Valtierra y los imagineros Juan de Pobes y Juan de los Helgueros. El maestro Alonso Álvarez de Ruyales terminó el dorado del mismo en 1682. Consta de tras cuerpos y ático con escenas en relieve de la vida de Cristo y de la Virgen y esculturas de bulto redondo de Apóstoles y Padres de la Iglesia. Son de destacar otros retablos menores como el de las Ánimas, el de Nuestra Señora del Rosario, el del San Juan y San Andrés y el del Santísimo Cristo, con un bellísimo Crucificado del siglo XIV.

### Rutas BTT
Rutas señalizadas para bicicleta de montaña:
Ruta BTT La DehesaSeñalizada. 36,4 km. 350 m de desnivel acumulado.
Ruta BTT Los NegralesSeñalizada. 25,9 km. 280 m de desnivel acumulado.
Sendero del Alto de CastarreñoSeñalizado. 14,5 km. 310 m de desnivel acumulado.

## Cultura

### Fiestas patronales
- 3 de mayo: Fiesta de la Cruz de Mayo
- 15 de agosto: Fiesta de Nuestra Señora de la Asunción
- 16 de agosto: Fiesta patronal de San Roque

### Veladas poéticas «Poesía en el Camino»

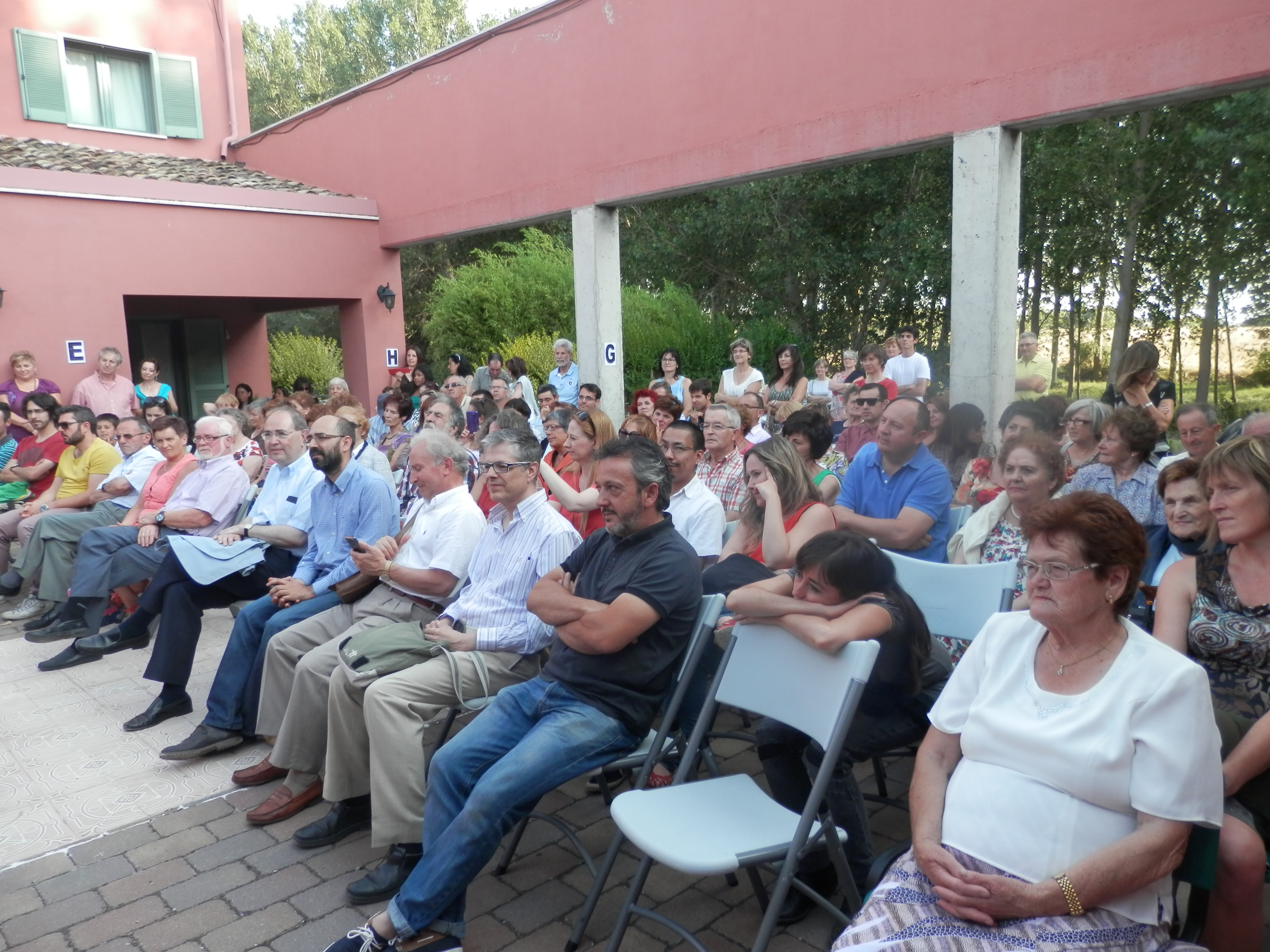
Público de las IV Veladas Poéticas (2014).

Desde el año 2010 se celebran las Veladas poéticas de Olmillos de Sasamón, de periodicidad anual, siempre durante el mes de agosto. Fueron impulsadas por el poeta local José María Palomero Gil y coordinadas por el académico de la Institución Fernán González e historiador Isaac Rilova y llevan el subtítulo de Poesía en el Camino (en referencia al Camino de Santiago, que transcurre muy cercano al pueblo). Aparte del propio Palomero, han intervenido en ellas autores como José Gutiérrez Román, Luis Javier Moreno, Sara Tapia, Julia Otxoa o Ricardo Ugarte, entre otros muchos. En paralelo a los recitales, se desarrollan otras actividades como talleres literarios, exposiciones de poesía visual e instalaciones artísticas.
En las V Veladas poéticas (2015) participaron los escritores Raúl Elena, Ape Rotoma y Pedro Ojeda Escudero.
Las VI Veladas se celebraron el 5 de agosto de 2016 y estuvieron dedicadas a la memoria del poeta Luis Javier Moreno. Recitaron en su homenaje Laura Parellada, Elena Gallego Andrada y Esperanza Ortega.
El 5 de agosto de 2017 se celebró la VII Velada, con la participación de los poetas Antolín Iglesias, Ángeles Escudero, Juan Marqués y Care Santos.
La VIII Velada se celebró el 11 de agosto de 2018. Intervinieron los poetas José Matesanz, José Manuel de la Huerga y Lara Moreno.
En 2019 (10 de agosto) participaron los poetas Emilio Gavilanes, Sara Caviedes y Daniela Martín. La velada estuvo dedicada a José Manuel de la Huerga, fallecido pocos meses antes.
El 7 de agosto de 2021 se celebró la X Velada (que debería haberse organizado en 2020, pero que no se convocó debido a la pandemia de COVID-19 en España), con la participación de Isabel Logroño, Javier Ramón Jarne y Marisa López Soria.
La XI Velada se celebró el sábado 30 de julio de 2022 y los poetas invitados fueron Ángela Gavilán, Eliseo González y Javier Pérez Barricarte.
La XII Velada se llevó a cabo el 12 de agosto de 2023, interviniendo los poetas Yolanda Izard, Angélica Tanarro y Fidel Torcida.
El 26 de julio de 2025 fue la XIV velada, con los poetas Ricardo Ruiz, Elvira Navarro y Amalia Iglesias Serna como protagonistas.

#### Antologías
La Real Academia Burgense de Historia y Bellas Artes (Institución Fernán González) ha editado varias antologías poéticas con el título Poesía en el Camino, coordinadas por Isaac Rilova Pérez, en la que figuran obras de los poetas participantes en las diferentes veladas. La primera se presentó en el Salón de Estrados de la Diputación de Burgos el 20 de mayo de 2015 y recoge a los autores que recitaron entre 2011 y 2014. La segunda se presentó en el mismo lugar el 24 de mayo de 2019, con los autores participantes entre 2015 y 2018.

### Fiestas turmogas
Desde el año 2013 se celebra una recreación histórica denominada "Fiesta Turmoga", evocadora del pueblo prerromano que 400 años a. C. pobló estas tierras, teniendo una de sus ciudades más importantes, llamada Segisama, en el cercano cerro de Castarreño. En esta fiesta se recrea el acuerdo de paz del pueblo turmogo con los invasores romanos, establecidos en Sasamón para luchar contra los cántabros, y el intercambio de téseras de amistad.